# Sacramento (Coahuila)
Sacramento es una localidad situada en el centro del estado mexicano de Coahuila, dentro del municipio de Sacramento. En el año 2020 la población total de la localidad de Sacramento era de 2,437 habitantes. Es la cabecera municipal de Sacramento.
Las principales actividades económicas del sitio son las agropecuarias así como la elaboración y venta de dulces, panes y cajetas propios de la región.

## Historia
Sacramento fue fundado por alrededor de 60 personas en 1842 bajo el nombre de "Villa Nueva"; 20 años más tarde fue elevado a la categoría de villa, por decreto del Gobierno del Estado de Nuevo León y Coahuila.  En aquel entonces, Coahuila formaba parte de aquel estado y fue hasta el año de 1864 que el presidente Benito Juárez expidió el decreto donde independizó a Coahuila de Nuevo León.